# Fehim Paixà
Fehim Paşa (Istanbul 1873-1908) fou el cap de policia del sultà Abdul Hamid II. Va arribar a capità el 1894 i el 1998 va rebre el títol de paixà i llavors fou nomenat cap de la policia secreta del sultà, càrrec que va conservar uns quants anys. Va crear una xarxa d'espies per garantir la seguretat del califa que cobrien tota la capital; el poble el temia i els comerciants locals i estrangers li havien de pagar suborns. Un afer amb un comerciant alemany va motivar que aquest demanés al seu ambaixador (Adolf Marachall von Bieberstein) d'intervenir al seu favor. El 17 de febrer de 1907 fou destituït i enviat desterrat a Brusa. El 1908 fou mort per manifestants a Yenişehir després de la revolució dels Joves Turcs.